# ارکاخو
ارکاخو (به اسپانیایی: Orcajo) یک دهستان در اسپانیا است که در استان ساراگوسا واقع شده‌است. ارکاخو ۲۸ کیلومتر مربع مساحت و ۳۹ نفر جمعیت دارد.